# 平小榧螺
平小榧螺是新腹足目榧螺科小弹头螺属的一种。主要分布于中国大陆的廣東省及海南省海域，常栖息在潮下带。